# Tržić (Italija)
Tržić (tal. Monfalcone, bizjaški: Mofalcòn, furl. Monfalcòn, slov. Tržič), grad u Goričkoj pokrajini u Italiji.

## Zemljopis
Monfalcone spada među veće gradove u ovoj talijanskoj regiji. S okolnim općinama ima oko 50 000 stanovnika. Grad se smatra najsjevernijom točkom Sredozemnog mora.
Naselja (frazioni) ove općine su: Archi, Aris, Crosera, Lisert, Marina Julia, Marina Vecchia, Panzano, Pietrarossa, La Rocca, San Polo, Schiavetti, Cima di Pietrarossa, Bagni i Serraglio.
Susjedne općine su: Doberdò del Lago, Duino-Aurisina (TS), Ronchi dei Legionari i Staranzano.
Ovaj grad je središte zemljopisne regije Bisiacarije.

## Povijest
Od 1908. u gradu se nalaze velika brodogradilišta, zbog čega je Monfalcone (hrv. Tržić) poznat kao brodogradilišno mjesto. Prvo brodogradilište bilo je Cantiere Navale Triestino koje je između ostalih izrađivalo i brodove za Austro-Americanu. Danas poduzeće Fincantieri u Monfaconeu gradi velike brodove za kružna putovanja.
Tijekom prvog svjetskog rata u gradu su se odvijale borbe na rijeci Soči u kojima su poginule na tisuće talijanskih i austrougarskih vojnika. Među poginulima bio je i poznati talijanski arhitekt Antonio Sant'Elia.

## Poznati stanovnici
- Elisa Toffoli, talijanska pjevačica

## Zbratimljena mjesta
- Neumarkt in Steiermark, Austrija
- Gallipoli, Italija

## Vanjske poveznice
- Informacije o Monfalconeu